# 黄精
黄精（学名：Polygonatum sibiricum；Siberia landpick、Siberian solomonseal rhizome）是百合科黄精属的植物。葛洪《抱朴子》記載：“昔人以本品得坤土之氣，獲天地之精，故名。”

## 形态
落叶灌木。小枝方形，密被灰白色绒毛。掌状复叶对生，具长柄，通常有小叶5枚，有时3出；卵状披针形小叶片，背面被白色绒毛。夏季开淡紫色两唇形花，圆锥花序，密被柔毛。

## 分布
分布于西伯利亚、蒙古、朝鲜以及中国大陆的山西、河北、安徽、黑龙江、河南、辽宁、内蒙古、陕西、山东、浙江、吉林、甘肃、宁夏等地，生长于海拔800米至2,800米的地区，一般生于灌丛、林下和山坡阴处，目前尚未由人工引种栽培。聽說雲南有人工栽培，稱為"滇黃精"。

## 药用
自古黃精就被視為防老抗衰、延年益壽的珍貴中藥，杜甫有詩云：「掃除白髮黃精在，君看他年冰雪容」。《日華諸家本草》曰：「黃精單服，九蒸九曝，食之駐顏斷谷。」《本草綱目》曰：“補諸虛，止寒熱，塡精髓。”《青陽縣誌》記載，唐開元年間，新羅王子金喬覺平日以野生黃精為食，高壽110歲。黃精味甘而能“作食充饑”，又被稱之為“救窮草”。
黄精性味甘、平，入脾、肺、肾经，有润肺滋肾，补益脾气之功，适用于肺阴亏虚所致的干咳痰少，胸中隐痛，肾阴不足所致的腰膝酸软，头晕乏力，脾胃亏虚所致的纳差食少等。
《本草便读》言“黄精，为滋腻之品，久服令人不饥…。此药味甘如饴，性质平润，为补养脾阴之正品”。
《本草纲目》言其“补诸虚…填精髓，下三尸虫”。
《本经》言其“宽中益气，使五脏调良，肌肉充盛，多年不老，颜色鲜明，发白更黑，齿落更生”。
《日华子本草》言其“补五劳七伤，助筋骨，止饥，耐寒暑，益脾胃，润心肺”。
《名医别录》言其“补中益气，安五脏”。《滇南本草》言其“补虚填精”。

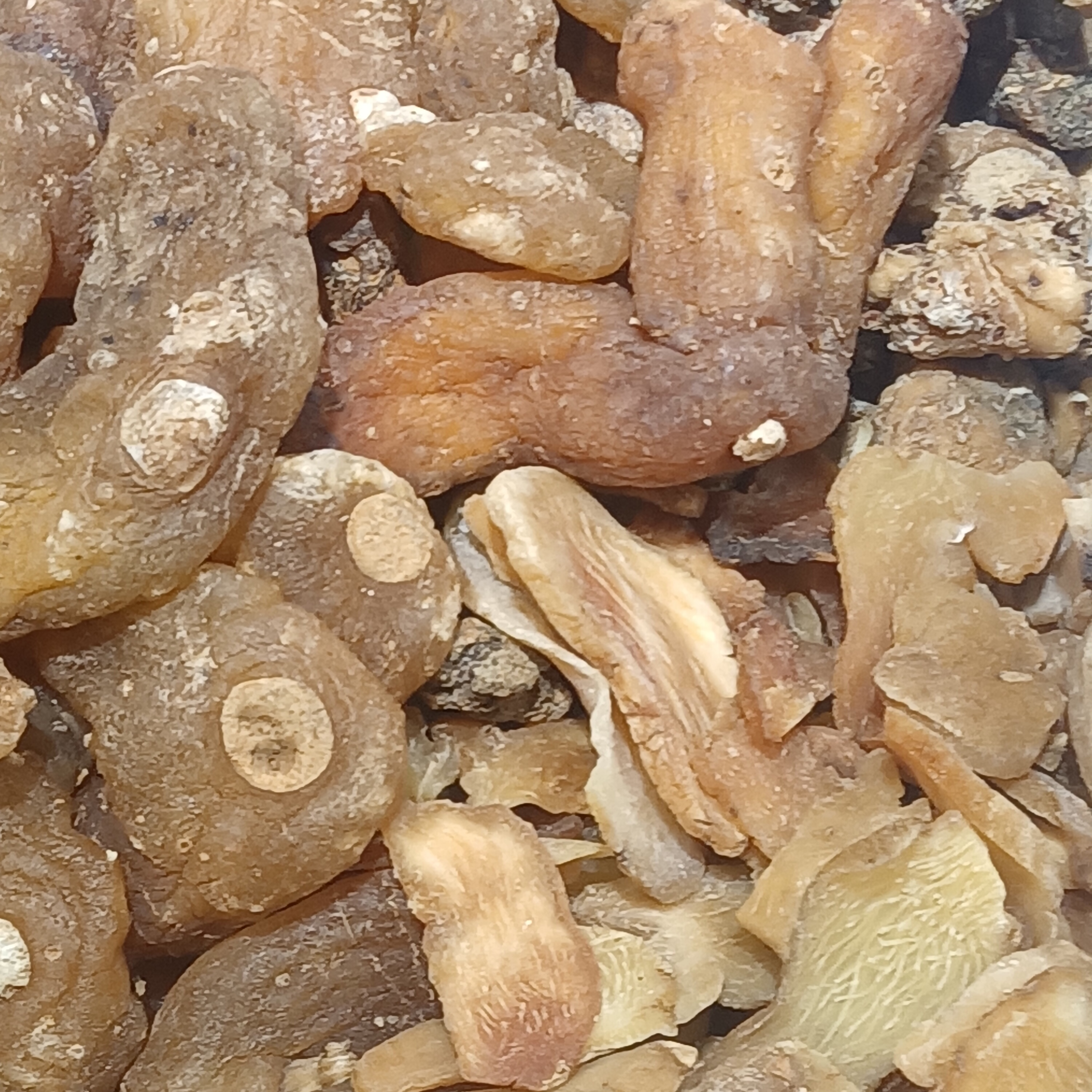
市售的黄精块，因其外形又称为老虎姜

《四川中药志》言其“补肾润肺，益气滋阴，治脾虚面黄，肺虚咳嗽，筋骨酸痹无力，及产后气血衰弱”。药理研究表明，黄精水煎液对肾上腺素引起的血糖过高有抑制作用，并可防止动脉粥样硬化及肝脏脂肪浸润，对实验性结核病的豚鼠有显著的抑菌效果，且能改善健康状况，其疗效与异烟肼接近。临床观察发现，单用黄精治疗浸润性肺结核病人，可促进结核病灶吸收，因此，肺结核病人在常规化疗的同时，服用一些黄精粥，有助于疾病向愈。老年人常食黄精粥，不仅可延缓衰老，还有助于防止心血管疾病的发生。本品质润多液，性较滋腻，易助湿邪，故咳嗽多痰者不宜选用。
《本草便读》言“脾虚有湿者不宜服之，恐其腻膈也”。

## 别名
黄精樣子很像雞頭，又稱鸡头黄精（中药志），黄鸡菜（东北），笔管菜（辽宁），爪子参（陕西），老虎薑（宁夏），鸡爪参（甘肃）

## 外部連結
- 黄精炮制方法 HuangjingPaoZhiFangFa （页面存档备份，存于） 中药材资料数据库 (淘草网) （中文）}
- 黃精 Huangjing （页面存档备份，存于） 藥用植物圖像數據庫 (香港浸會大學中醫藥學院) （中文）（英文）
- 黃精 中藥材圖像數據庫 (香港浸會大學中醫藥學院) （中文）（英文）
- 黃精 Huang Jing （页面存档备份，存于） 中藥標本數據庫 (香港浸會大學中醫藥學院) （繁體中文）（英文）

## 延伸阅读
[在维基数据编辑]
 《欽定古今圖書集成·博物彙編·草木典·黃精部》，出自陈梦雷《古今圖書集成》
 《植物名實圖考·黃精》，出自吳其濬《植物名實圖考》